# Мат двумя конями
Мат одинокому королю двумя конями редко встречается в игровой практике и распространён в шахматной композиции, чаще всего встречается в этюдах и задачах на кооперативный мат.
Мат двумя конями, без помощи других фигур или пешек, в практической шахматной игре возможен только при ошибочной игре; при правильной защите невозможен. Однако в некоторых случаях, например, если у слабейшей стороны, кроме короля, есть ещё и пешка или если была предварительная жертва, мат оказывается возможным. Такое окончание (два коня против пешки) в некоторых западных источниках получило название «эндшпиль кометы Галлея».
Три коня могут форсировать мат, даже если у противной стороны есть конь или слон, однако встречаемость такого эндшпиля в практической игре близка к нулю.

## Примеры
|   | a                                                                                                   | b                                                                                                   | c                                                                                                   | d                                                                                                   | e                                                                                                   | f                                                                                                   | g                                                                                                   | h                                                                                                   |   |
| - | --------------------------------------------------------------------------------------------------- | --------------------------------------------------------------------------------------------------- | --------------------------------------------------------------------------------------------------- | --------------------------------------------------------------------------------------------------- | --------------------------------------------------------------------------------------------------- | --------------------------------------------------------------------------------------------------- | --------------------------------------------------------------------------------------------------- | --------------------------------------------------------------------------------------------------- | - |
| 8 | a6 чёрный слон · a4 белый слон · a3 чёрный король · b3 белый конь · a2 белый конь · a1 белый король | a6 чёрный слон · a4 белый слон · a3 чёрный король · b3 белый конь · a2 белый конь · a1 белый король | a6 чёрный слон · a4 белый слон · a3 чёрный король · b3 белый конь · a2 белый конь · a1 белый король | a6 чёрный слон · a4 белый слон · a3 чёрный король · b3 белый конь · a2 белый конь · a1 белый король | a6 чёрный слон · a4 белый слон · a3 чёрный король · b3 белый конь · a2 белый конь · a1 белый король | a6 чёрный слон · a4 белый слон · a3 чёрный король · b3 белый конь · a2 белый конь · a1 белый король | a6 чёрный слон · a4 белый слон · a3 чёрный король · b3 белый конь · a2 белый конь · a1 белый король | a6 чёрный слон · a4 белый слон · a3 чёрный король · b3 белый конь · a2 белый конь · a1 белый король | 8 |
| 7 | a6 чёрный слон · a4 белый слон · a3 чёрный король · b3 белый конь · a2 белый конь · a1 белый король | a6 чёрный слон · a4 белый слон · a3 чёрный король · b3 белый конь · a2 белый конь · a1 белый король | a6 чёрный слон · a4 белый слон · a3 чёрный король · b3 белый конь · a2 белый конь · a1 белый король | a6 чёрный слон · a4 белый слон · a3 чёрный король · b3 белый конь · a2 белый конь · a1 белый король | a6 чёрный слон · a4 белый слон · a3 чёрный король · b3 белый конь · a2 белый конь · a1 белый король | a6 чёрный слон · a4 белый слон · a3 чёрный король · b3 белый конь · a2 белый конь · a1 белый король | a6 чёрный слон · a4 белый слон · a3 чёрный король · b3 белый конь · a2 белый конь · a1 белый король | a6 чёрный слон · a4 белый слон · a3 чёрный король · b3 белый конь · a2 белый конь · a1 белый король | 7 |
| 6 | a6 чёрный слон · a4 белый слон · a3 чёрный король · b3 белый конь · a2 белый конь · a1 белый король | a6 чёрный слон · a4 белый слон · a3 чёрный король · b3 белый конь · a2 белый конь · a1 белый король | a6 чёрный слон · a4 белый слон · a3 чёрный король · b3 белый конь · a2 белый конь · a1 белый король | a6 чёрный слон · a4 белый слон · a3 чёрный король · b3 белый конь · a2 белый конь · a1 белый король | a6 чёрный слон · a4 белый слон · a3 чёрный король · b3 белый конь · a2 белый конь · a1 белый король | a6 чёрный слон · a4 белый слон · a3 чёрный король · b3 белый конь · a2 белый конь · a1 белый король | a6 чёрный слон · a4 белый слон · a3 чёрный король · b3 белый конь · a2 белый конь · a1 белый король | a6 чёрный слон · a4 белый слон · a3 чёрный король · b3 белый конь · a2 белый конь · a1 белый король | 6 |
| 5 | a6 чёрный слон · a4 белый слон · a3 чёрный король · b3 белый конь · a2 белый конь · a1 белый король | a6 чёрный слон · a4 белый слон · a3 чёрный король · b3 белый конь · a2 белый конь · a1 белый король | a6 чёрный слон · a4 белый слон · a3 чёрный король · b3 белый конь · a2 белый конь · a1 белый король | a6 чёрный слон · a4 белый слон · a3 чёрный король · b3 белый конь · a2 белый конь · a1 белый король | a6 чёрный слон · a4 белый слон · a3 чёрный король · b3 белый конь · a2 белый конь · a1 белый король | a6 чёрный слон · a4 белый слон · a3 чёрный король · b3 белый конь · a2 белый конь · a1 белый король | a6 чёрный слон · a4 белый слон · a3 чёрный король · b3 белый конь · a2 белый конь · a1 белый король | a6 чёрный слон · a4 белый слон · a3 чёрный король · b3 белый конь · a2 белый конь · a1 белый король | 5 |
| 4 | a6 чёрный слон · a4 белый слон · a3 чёрный король · b3 белый конь · a2 белый конь · a1 белый король | a6 чёрный слон · a4 белый слон · a3 чёрный король · b3 белый конь · a2 белый конь · a1 белый король | a6 чёрный слон · a4 белый слон · a3 чёрный король · b3 белый конь · a2 белый конь · a1 белый король | a6 чёрный слон · a4 белый слон · a3 чёрный король · b3 белый конь · a2 белый конь · a1 белый король | a6 чёрный слон · a4 белый слон · a3 чёрный король · b3 белый конь · a2 белый конь · a1 белый король | a6 чёрный слон · a4 белый слон · a3 чёрный король · b3 белый конь · a2 белый конь · a1 белый король | a6 чёрный слон · a4 белый слон · a3 чёрный король · b3 белый конь · a2 белый конь · a1 белый король | a6 чёрный слон · a4 белый слон · a3 чёрный король · b3 белый конь · a2 белый конь · a1 белый король | 4 |
| 3 | a6 чёрный слон · a4 белый слон · a3 чёрный король · b3 белый конь · a2 белый конь · a1 белый король | a6 чёрный слон · a4 белый слон · a3 чёрный король · b3 белый конь · a2 белый конь · a1 белый король | a6 чёрный слон · a4 белый слон · a3 чёрный король · b3 белый конь · a2 белый конь · a1 белый король | a6 чёрный слон · a4 белый слон · a3 чёрный король · b3 белый конь · a2 белый конь · a1 белый король | a6 чёрный слон · a4 белый слон · a3 чёрный король · b3 белый конь · a2 белый конь · a1 белый король | a6 чёрный слон · a4 белый слон · a3 чёрный король · b3 белый конь · a2 белый конь · a1 белый король | a6 чёрный слон · a4 белый слон · a3 чёрный король · b3 белый конь · a2 белый конь · a1 белый король | a6 чёрный слон · a4 белый слон · a3 чёрный король · b3 белый конь · a2 белый конь · a1 белый король | 3 |
| 2 | a6 чёрный слон · a4 белый слон · a3 чёрный король · b3 белый конь · a2 белый конь · a1 белый король | a6 чёрный слон · a4 белый слон · a3 чёрный король · b3 белый конь · a2 белый конь · a1 белый король | a6 чёрный слон · a4 белый слон · a3 чёрный король · b3 белый конь · a2 белый конь · a1 белый король | a6 чёрный слон · a4 белый слон · a3 чёрный король · b3 белый конь · a2 белый конь · a1 белый король | a6 чёрный слон · a4 белый слон · a3 чёрный король · b3 белый конь · a2 белый конь · a1 белый король | a6 чёрный слон · a4 белый слон · a3 чёрный король · b3 белый конь · a2 белый конь · a1 белый король | a6 чёрный слон · a4 белый слон · a3 чёрный король · b3 белый конь · a2 белый конь · a1 белый король | a6 чёрный слон · a4 белый слон · a3 чёрный король · b3 белый конь · a2 белый конь · a1 белый король | 2 |
| 1 | a6 чёрный слон · a4 белый слон · a3 чёрный король · b3 белый конь · a2 белый конь · a1 белый король | a6 чёрный слон · a4 белый слон · a3 чёрный король · b3 белый конь · a2 белый конь · a1 белый король | a6 чёрный слон · a4 белый слон · a3 чёрный король · b3 белый конь · a2 белый конь · a1 белый король | a6 чёрный слон · a4 белый слон · a3 чёрный король · b3 белый конь · a2 белый конь · a1 белый король | a6 чёрный слон · a4 белый слон · a3 чёрный король · b3 белый конь · a2 белый конь · a1 белый король | a6 чёрный слон · a4 белый слон · a3 чёрный король · b3 белый конь · a2 белый конь · a1 белый король | a6 чёрный слон · a4 белый слон · a3 чёрный король · b3 белый конь · a2 белый конь · a1 белый король | a6 чёрный слон · a4 белый слон · a3 чёрный король · b3 белый конь · a2 белый конь · a1 белый король | 1 |
|   | a                                                                                                   | b                                                                                                   | c                                                                                                   | d                                                                                                   | e                                                                                                   | f                                                                                                   | g                                                                                                   | h                                                                                                   |   |

Конь и слон в опасности, и единственный способ их сохранить — 1. ♘c5! Если чёрные будут играть пассивно, белые уводят фигуры в безопасность, при очень аккуратной игре меняют коня на слона и выигрывают. Но чёрному королю некуда ходить, и можно включить «бешеного» слона (взятие — пат):
1. … ♝b5!? 2. ♗c2! ♝d3! 3. ♘b4!
Дабы избежать стандартных окончаний ♘♘♗♝ и ♘♗, чёрные меняют слонов, но получают редчайший мат двумя конями 3 … ♝:c2 4. ♘:c2#
|   | a | b | c | d | e | f | g | h |   |
| - | --- | --- | --- | --- | --- | --- | --- | --- | - |
| 8 | f6 чёрный король · a5 белый слон · c3 белый конь · b2 чёрный слон · e1 чёрный конь · f1 белый конь · g1 белый король | f6 чёрный король · a5 белый слон · c3 белый конь · b2 чёрный слон · e1 чёрный конь · f1 белый конь · g1 белый король | f6 чёрный король · a5 белый слон · c3 белый конь · b2 чёрный слон · e1 чёрный конь · f1 белый конь · g1 белый король | f6 чёрный король · a5 белый слон · c3 белый конь · b2 чёрный слон · e1 чёрный конь · f1 белый конь · g1 белый король | f6 чёрный король · a5 белый слон · c3 белый конь · b2 чёрный слон · e1 чёрный конь · f1 белый конь · g1 белый король | f6 чёрный король · a5 белый слон · c3 белый конь · b2 чёрный слон · e1 чёрный конь · f1 белый конь · g1 белый король | f6 чёрный король · a5 белый слон · c3 белый конь · b2 чёрный слон · e1 чёрный конь · f1 белый конь · g1 белый король | f6 чёрный король · a5 белый слон · c3 белый конь · b2 чёрный слон · e1 чёрный конь · f1 белый конь · g1 белый король | 8 |
| 7 | f6 чёрный король · a5 белый слон · c3 белый конь · b2 чёрный слон · e1 чёрный конь · f1 белый конь · g1 белый король | f6 чёрный король · a5 белый слон · c3 белый конь · b2 чёрный слон · e1 чёрный конь · f1 белый конь · g1 белый король | f6 чёрный король · a5 белый слон · c3 белый конь · b2 чёрный слон · e1 чёрный конь · f1 белый конь · g1 белый король | f6 чёрный король · a5 белый слон · c3 белый конь · b2 чёрный слон · e1 чёрный конь · f1 белый конь · g1 белый король | f6 чёрный король · a5 белый слон · c3 белый конь · b2 чёрный слон · e1 чёрный конь · f1 белый конь · g1 белый король | f6 чёрный король · a5 белый слон · c3 белый конь · b2 чёрный слон · e1 чёрный конь · f1 белый конь · g1 белый король | f6 чёрный король · a5 белый слон · c3 белый конь · b2 чёрный слон · e1 чёрный конь · f1 белый конь · g1 белый король | f6 чёрный король · a5 белый слон · c3 белый конь · b2 чёрный слон · e1 чёрный конь · f1 белый конь · g1 белый король | 7 |
| 6 | f6 чёрный король · a5 белый слон · c3 белый конь · b2 чёрный слон · e1 чёрный конь · f1 белый конь · g1 белый король | f6 чёрный король · a5 белый слон · c3 белый конь · b2 чёрный слон · e1 чёрный конь · f1 белый конь · g1 белый король | f6 чёрный король · a5 белый слон · c3 белый конь · b2 чёрный слон · e1 чёрный конь · f1 белый конь · g1 белый король | f6 чёрный король · a5 белый слон · c3 белый конь · b2 чёрный слон · e1 чёрный конь · f1 белый конь · g1 белый король | f6 чёрный король · a5 белый слон · c3 белый конь · b2 чёрный слон · e1 чёрный конь · f1 белый конь · g1 белый король | f6 чёрный король · a5 белый слон · c3 белый конь · b2 чёрный слон · e1 чёрный конь · f1 белый конь · g1 белый король | f6 чёрный король · a5 белый слон · c3 белый конь · b2 чёрный слон · e1 чёрный конь · f1 белый конь · g1 белый король | f6 чёрный король · a5 белый слон · c3 белый конь · b2 чёрный слон · e1 чёрный конь · f1 белый конь · g1 белый король | 6 |
| 5 | f6 чёрный король · a5 белый слон · c3 белый конь · b2 чёрный слон · e1 чёрный конь · f1 белый конь · g1 белый король | f6 чёрный король · a5 белый слон · c3 белый конь · b2 чёрный слон · e1 чёрный конь · f1 белый конь · g1 белый король | f6 чёрный король · a5 белый слон · c3 белый конь · b2 чёрный слон · e1 чёрный конь · f1 белый конь · g1 белый король | f6 чёрный король · a5 белый слон · c3 белый конь · b2 чёрный слон · e1 чёрный конь · f1 белый конь · g1 белый король | f6 чёрный король · a5 белый слон · c3 белый конь · b2 чёрный слон · e1 чёрный конь · f1 белый конь · g1 белый король | f6 чёрный король · a5 белый слон · c3 белый конь · b2 чёрный слон · e1 чёрный конь · f1 белый конь · g1 белый король | f6 чёрный король · a5 белый слон · c3 белый конь · b2 чёрный слон · e1 чёрный конь · f1 белый конь · g1 белый король | f6 чёрный король · a5 белый слон · c3 белый конь · b2 чёрный слон · e1 чёрный конь · f1 белый конь · g1 белый король | 5 |
| 4 | f6 чёрный король · a5 белый слон · c3 белый конь · b2 чёрный слон · e1 чёрный конь · f1 белый конь · g1 белый король | f6 чёрный король · a5 белый слон · c3 белый конь · b2 чёрный слон · e1 чёрный конь · f1 белый конь · g1 белый король | f6 чёрный король · a5 белый слон · c3 белый конь · b2 чёрный слон · e1 чёрный конь · f1 белый конь · g1 белый король | f6 чёрный король · a5 белый слон · c3 белый конь · b2 чёрный слон · e1 чёрный конь · f1 белый конь · g1 белый король | f6 чёрный король · a5 белый слон · c3 белый конь · b2 чёрный слон · e1 чёрный конь · f1 белый конь · g1 белый король | f6 чёрный король · a5 белый слон · c3 белый конь · b2 чёрный слон · e1 чёрный конь · f1 белый конь · g1 белый король | f6 чёрный король · a5 белый слон · c3 белый конь · b2 чёрный слон · e1 чёрный конь · f1 белый конь · g1 белый король | f6 чёрный король · a5 белый слон · c3 белый конь · b2 чёрный слон · e1 чёрный конь · f1 белый конь · g1 белый король | 4 |
| 3 | f6 чёрный король · a5 белый слон · c3 белый конь · b2 чёрный слон · e1 чёрный конь · f1 белый конь · g1 белый король | f6 чёрный король · a5 белый слон · c3 белый конь · b2 чёрный слон · e1 чёрный конь · f1 белый конь · g1 белый король | f6 чёрный король · a5 белый слон · c3 белый конь · b2 чёрный слон · e1 чёрный конь · f1 белый конь · g1 белый король | f6 чёрный король · a5 белый слон · c3 белый конь · b2 чёрный слон · e1 чёрный конь · f1 белый конь · g1 белый король | f6 чёрный король · a5 белый слон · c3 белый конь · b2 чёрный слон · e1 чёрный конь · f1 белый конь · g1 белый король | f6 чёрный король · a5 белый слон · c3 белый конь · b2 чёрный слон · e1 чёрный конь · f1 белый конь · g1 белый король | f6 чёрный король · a5 белый слон · c3 белый конь · b2 чёрный слон · e1 чёрный конь · f1 белый конь · g1 белый король | f6 чёрный король · a5 белый слон · c3 белый конь · b2 чёрный слон · e1 чёрный конь · f1 белый конь · g1 белый король | 3 |
| 2 | f6 чёрный король · a5 белый слон · c3 белый конь · b2 чёрный слон · e1 чёрный конь · f1 белый конь · g1 белый король | f6 чёрный король · a5 белый слон · c3 белый конь · b2 чёрный слон · e1 чёрный конь · f1 белый конь · g1 белый король | f6 чёрный король · a5 белый слон · c3 белый конь · b2 чёрный слон · e1 чёрный конь · f1 белый конь · g1 белый король | f6 чёрный король · a5 белый слон · c3 белый конь · b2 чёрный слон · e1 чёрный конь · f1 белый конь · g1 белый король | f6 чёрный король · a5 белый слон · c3 белый конь · b2 чёрный слон · e1 чёрный конь · f1 белый конь · g1 белый король | f6 чёрный король · a5 белый слон · c3 белый конь · b2 чёрный слон · e1 чёрный конь · f1 белый конь · g1 белый король | f6 чёрный король · a5 белый слон · c3 белый конь · b2 чёрный слон · e1 чёрный конь · f1 белый конь · g1 белый король | f6 чёрный король · a5 белый слон · c3 белый конь · b2 чёрный слон · e1 чёрный конь · f1 белый конь · g1 белый король | 2 |
| 1 | f6 чёрный король · a5 белый слон · c3 белый конь · b2 чёрный слон · e1 чёрный конь · f1 белый конь · g1 белый король | f6 чёрный король · a5 белый слон · c3 белый конь · b2 чёрный слон · e1 чёрный конь · f1 белый конь · g1 белый король | f6 чёрный король · a5 белый слон · c3 белый конь · b2 чёрный слон · e1 чёрный конь · f1 белый конь · g1 белый король | f6 чёрный король · a5 белый слон · c3 белый конь · b2 чёрный слон · e1 чёрный конь · f1 белый конь · g1 белый король | f6 чёрный король · a5 белый слон · c3 белый конь · b2 чёрный слон · e1 чёрный конь · f1 белый конь · g1 белый король | f6 чёрный король · a5 белый слон · c3 белый конь · b2 чёрный слон · e1 чёрный конь · f1 белый конь · g1 белый король | f6 чёрный король · a5 белый слон · c3 белый конь · b2 чёрный слон · e1 чёрный конь · f1 белый конь · g1 белый король | f6 чёрный король · a5 белый слон · c3 белый конь · b2 чёрный слон · e1 чёрный конь · f1 белый конь · g1 белый король | 1 |
|   | a | b | c | d | e | f | g | h |   |

1. ♘e4+! ♚e5 — классическое вскрытое нападение. Чтобы избежать потери коня и знакомого эндшпиля ♘♘♗♝, выигрышного для белых, чёрные набрасываются на охотника. (1 … ♚f5? 2. ♘g3+ под защитой, и 3. ♗:e1)
2. ♘f2 — белые готовят вилку. Если ♞e1 убежит, чёрным грозит совсем мрачный эндшпиль ♘♘♗♞. Они бросают коня и предлагают размен слонов, белые его отвергают: 2 … ♚d4! 3. ♗:e1 ♝c3! 4. ♘d2. Чтобы не уйти в эндшпиль ♘♘♗♝, король может напасть на скученные фигуры и самолично навязать размен слонов:
4 … ♚e3?! 5. ♘d1+ ♚e2 6. ♘:c3+ ♚:e1 7. ♘f3#
|   | a                                                                  | b                                                                  | c                                                                  | d                                                                  | e                                                                  | f                                                                  | g                                                                  | h                                                                  |   |
| - | ------------------------------------------------------------------ | ------------------------------------------------------------------ | ------------------------------------------------------------------ | ------------------------------------------------------------------ | ------------------------------------------------------------------ | ------------------------------------------------------------------ | ------------------------------------------------------------------ | ------------------------------------------------------------------ | - |
| 8 | b8 чёрный король · h8 белый конь · d7 белый король · f6 белый конь | b8 чёрный король · h8 белый конь · d7 белый король · f6 белый конь | b8 чёрный король · h8 белый конь · d7 белый король · f6 белый конь | b8 чёрный король · h8 белый конь · d7 белый король · f6 белый конь | b8 чёрный король · h8 белый конь · d7 белый король · f6 белый конь | b8 чёрный король · h8 белый конь · d7 белый король · f6 белый конь | b8 чёрный король · h8 белый конь · d7 белый король · f6 белый конь | b8 чёрный король · h8 белый конь · d7 белый король · f6 белый конь | 8 |
| 7 | b8 чёрный король · h8 белый конь · d7 белый король · f6 белый конь | b8 чёрный король · h8 белый конь · d7 белый король · f6 белый конь | b8 чёрный король · h8 белый конь · d7 белый король · f6 белый конь | b8 чёрный король · h8 белый конь · d7 белый король · f6 белый конь | b8 чёрный король · h8 белый конь · d7 белый король · f6 белый конь | b8 чёрный король · h8 белый конь · d7 белый король · f6 белый конь | b8 чёрный король · h8 белый конь · d7 белый король · f6 белый конь | b8 чёрный король · h8 белый конь · d7 белый король · f6 белый конь | 7 |
| 6 | b8 чёрный король · h8 белый конь · d7 белый король · f6 белый конь | b8 чёрный король · h8 белый конь · d7 белый король · f6 белый конь | b8 чёрный король · h8 белый конь · d7 белый король · f6 белый конь | b8 чёрный король · h8 белый конь · d7 белый король · f6 белый конь | b8 чёрный король · h8 белый конь · d7 белый король · f6 белый конь | b8 чёрный король · h8 белый конь · d7 белый король · f6 белый конь | b8 чёрный король · h8 белый конь · d7 белый король · f6 белый конь | b8 чёрный король · h8 белый конь · d7 белый король · f6 белый конь | 6 |
| 5 | b8 чёрный король · h8 белый конь · d7 белый король · f6 белый конь | b8 чёрный король · h8 белый конь · d7 белый король · f6 белый конь | b8 чёрный король · h8 белый конь · d7 белый король · f6 белый конь | b8 чёрный король · h8 белый конь · d7 белый король · f6 белый конь | b8 чёрный король · h8 белый конь · d7 белый король · f6 белый конь | b8 чёрный король · h8 белый конь · d7 белый король · f6 белый конь | b8 чёрный король · h8 белый конь · d7 белый король · f6 белый конь | b8 чёрный король · h8 белый конь · d7 белый король · f6 белый конь | 5 |
| 4 | b8 чёрный король · h8 белый конь · d7 белый король · f6 белый конь | b8 чёрный король · h8 белый конь · d7 белый король · f6 белый конь | b8 чёрный король · h8 белый конь · d7 белый король · f6 белый конь | b8 чёрный король · h8 белый конь · d7 белый король · f6 белый конь | b8 чёрный король · h8 белый конь · d7 белый король · f6 белый конь | b8 чёрный король · h8 белый конь · d7 белый король · f6 белый конь | b8 чёрный король · h8 белый конь · d7 белый король · f6 белый конь | b8 чёрный король · h8 белый конь · d7 белый король · f6 белый конь | 4 |
| 3 | b8 чёрный король · h8 белый конь · d7 белый король · f6 белый конь | b8 чёрный король · h8 белый конь · d7 белый король · f6 белый конь | b8 чёрный король · h8 белый конь · d7 белый король · f6 белый конь | b8 чёрный король · h8 белый конь · d7 белый король · f6 белый конь | b8 чёрный король · h8 белый конь · d7 белый король · f6 белый конь | b8 чёрный король · h8 белый конь · d7 белый король · f6 белый конь | b8 чёрный король · h8 белый конь · d7 белый король · f6 белый конь | b8 чёрный король · h8 белый конь · d7 белый король · f6 белый конь | 3 |
| 2 | b8 чёрный король · h8 белый конь · d7 белый король · f6 белый конь | b8 чёрный король · h8 белый конь · d7 белый король · f6 белый конь | b8 чёрный король · h8 белый конь · d7 белый король · f6 белый конь | b8 чёрный король · h8 белый конь · d7 белый король · f6 белый конь | b8 чёрный король · h8 белый конь · d7 белый король · f6 белый конь | b8 чёрный король · h8 белый конь · d7 белый король · f6 белый конь | b8 чёрный король · h8 белый конь · d7 белый король · f6 белый конь | b8 чёрный король · h8 белый конь · d7 белый король · f6 белый конь | 2 |
| 1 | b8 чёрный король · h8 белый конь · d7 белый король · f6 белый конь | b8 чёрный король · h8 белый конь · d7 белый король · f6 белый конь | b8 чёрный король · h8 белый конь · d7 белый король · f6 белый конь | b8 чёрный король · h8 белый конь · d7 белый король · f6 белый конь | b8 чёрный король · h8 белый конь · d7 белый король · f6 белый конь | b8 чёрный король · h8 белый конь · d7 белый король · f6 белый конь | b8 чёрный король · h8 белый конь · d7 белый король · f6 белый конь | b8 чёрный король · h8 белый конь · d7 белый король · f6 белый конь | 1 |
|   | a                                                                  | b                                                                  | c                                                                  | d                                                                  | e                                                                  | f                                                                  | g                                                                  | h                                                                  |   |

Кооперативный мат в 5 ходов.
Иллюзорная игра (начинают белые):

1…♔c6 2. ♚c8 ♘g6 3. ♚d8 ♘e5 4. ♚e7 ♔b7 5. ♚d8 ♘c6#.
Решение (начинают чёрные):

1. ♚b7 ♔d8 2. ♚c6 ♔c8 3. ♚d6 ♘e4+ 4. ♚e7 ♘g6+ 5. ♚e8 ♘d6#.
Идеальные эхо-хамелеонные маты.